# 우에하라 마키토
우에하라 마키토(일본어: 上原 牧人, 1998년 11월 20일~)는 일본의 축구 선수이다.

## 구단 경력
그는 2020년 J2리그의 FC 류큐에 입단했다. 2022년후 J3리그에 강등했다. 2024년까지 80경기에 출전하여, 1득점을 넣었다. 2025년 J2리그의 사간 도스로 이적했다.